# Episodi di Ai limiti dell'incredibile
La prima e unica stagione della serie televisiva Ai limiti dell'incredibile è stata trasmessa dal network statunitense NBC dal 2 febbraio al 24 agosto 1977.
In Italia è stata trasmessa nel 1986.
| nº | Titolo originale      | Titolo italiano | Prima TV USA     | Prima TV Italia |
| -- | --------------------- | --------------- | ---------------- | --------------- |
| 1  | The Final Chapter     |                 | 2 febbraio 1977  | 1986            |
| 2  | The Mask of Adonis    |                 | 9 febbraio 1977  | 1986            |
| 3  | Devil Pack            |                 | 16 febbraio 1977 | 1986            |
| 4  | The Nomads            |                 | 23 febbraio 1977 | 1986            |
| 5  | A Hand for Sonny Blue |                 | 9 marzo 1977     | 1986            |
| 6  | The Force of Evil     |                 | 13 marzo 1977    | 1986            |
| 7  | You're Not Alone      |                 | 17 agosto 1977   | 1986            |
| 8  | No Way Out            |                 | 24 agosto 1977   | 1986            |